# Kolbastı
Kolbastı, auch Faroz Kesmesi oder Hoptek bezeichnet, ist ein türkischer Solo- oder Gruppentanz, der hauptsächlich in den Städten Trabzon und im Landkreis Akçaabat getanzt wird. Seit einigen Jahren ist der Tanz auch in der gesamten Türkei populär.   

## Geschichte
Einer populären Entstehungslegende zufolge entstand der Tanz in den 1930er-Jahren, als  Hilfstruppen der türkischen Polizei, die sogenannten Kolluk Kuvvetleri, Feste stürmten. Der Tanz ist in Trabzon entstanden. Der Name des Tanzes ist aus der Abkürzung des Warnrufes Kolluk kuvvetleri bastı! entstanden, was in etwa Die Polizei ist im Anmarsch! oder Polizeirazzia! bedeutet. Das Wort bastı leitet sich vom Verb basmak ab, das „stürmen“ oder „drücken“ bedeutet.